# Adam Tarnowski (kompozytor)
Adam Tarnowski (ur. 1816, choć podawany jest też r. 1817 w Lublinie, zm. 1 maja 1890 r. w Warszawie) – kompozytor.
Uczeń Józefa Elsnera w Szkole Głównej Muzyki w Warszawie, a później przedstawiciel tzw. szkoły Elsnera (do której należeli też Ignacy Dobrzyński, Oskar Kolberg, Edward Łodwigowski, Tomasz Nidecki, Józef Nowakowski, Józef Stefani oraz August Freyer, który stworzył później własną szkołę) w znacznym stopniu zapomnianej, przez jakiś czas razem z jej twórcą. Dalsza edukacje odebrał w seminarium w Chełmie, skąd w roku 1832 T.A. Chełchowski zaangażował go do swojego zespołu, w którym Adam Tarnowski był dyrygentem w latach 1832-1835. w tym czasie był też korepetytorem m.in. w Krasnymstawie, Siedlcach, Płocku, Włocławku, Kutnie, Kaliszu i Łowiczu. Potem był dyrygentem w teatrze krakowskim, a w roku 1843 w Teatrze Rozmaitości (Th. Variétés) w Warszawie, aż do emerytury w roku 1878. Dyrygował w głównie w czasie przedstawień wodewilów i melodramatów. Tworzył muzykę instrumentalną, do oper i operetek.

## Kompozycje
- Muzyka instrumentalna
  - Mazur Adama Tarnowskiego (w Lutnia, tygodnik muzyczny., Zeszyt 1, wyd. F. Brykner, 1846, Skan w CBN - Polona[3])
  - Mazur C-dur (wyd. przez F. Bryknera wraz z m.in. Tak Józefa Damse, także w roku 1846. Skan w CBN - Polona[4]).
  - Mazur : z tematów Komedyo Opery Młynarz i kominiarz : skomponowany na Piano i ofiarowany [...] Stefanowi Nejbaur : Grywany w Teatrze Rozmaitości i obu Resursach / przez Adama Tarnowskiego., Warszawa : I. Klukowski, [1849]. Skan w CBN - Polona[5] Adam Tarnowski - Mazur 1-szy z komedioopery Młynarz i kominiarz poświęcony S. Nejbaurowi.wav
  - Fik! Mik! : mazur 2-gi z tematów komedyo opery Młynarz i kominiarz : ułożony na piano / przez Adama Tarnowskiego., Warszawa : I. Klukowski, [1849]. Skan w CBN - Polona[6] Fik! Mik! Mazur 2-gi z komedioopery Młynarz i kominiarz.
  - Mazur skomponowany na pianoforte i ofiarowany Stefanowi Neybaurowi (wyd. I. Klukowski, 1850[7])
  - Krakowiak z Trzy śpiewy : z towarzyszeniem fortepianu : z komedyi Staroświecczyzna i postęp czasu Skan w CBN - Polona

- - Daley w koło wesoło : Mazur skomponowany i ofiarowany W Stefanowi Neybauer (wyd. I. Klukowski)

- Muzyka sceniczna (operetki):
  - To Brat, Warszawa, ok. roku 1845, Th. Variétés[8][9]
  - Gazeta sondowa, Warszawa, ok. roku 1845, Th. Variétés[10][11]
  - Młynarz i kominiarz[12]
  - Szlachta czynszowa.
  - Zaręczyny przed frontem., komedioopera w 3 aktach, Brunswick i Leuven, tł. J. Aśnikowski, muzyka Fielt i A. Tarnowski; Teatr Rozmaitości premiera 12 marca 1851[13].
  - Nad Wisłą. Krotochwila w 1 akcie ze śpiewkami., do tekstu Antoniego Wieniarskiego, premiera w Warszawie 31 sierpnia 1856, publikowana w r. 1857, w Warszawie oraz 1897 i 1911 w Poznaniu[14][15] oraz Teatr Narodowy premiera 1 listopada 1889[16].
  - Szwaczka Warszawska. Krotochwila w 1 akcie ze śpiewkami, do tekstu Antoniego Wieniarskiego, Warszawa, 1857; (wydanie następne w serii Naród Sobie nr 38 Poznań 1913 z muzyką A. Wrońskiego[17])[18]
  - Ulicznik Warszawski. Krotochwila ze śpiewkami w 1 akcie, do tekstu Antoniego Wieniarskiego, z muzyka A. Tarnowskiego; Teatr Rozmaitości premiera 10 marca 1850[19]; wyd. w Warszawie w r. 1856 i Poznaniu w r. 1909, ale już z muzyką A. Wrońskiego[20].
  - Pojmanie Rynaldiniego. Obraz z żywych osób w 30-stu poruszeniach, w kostiumach hiszpańskich, oświeconych ogniem bengalskim. (inna wersja tytułu: Rynaldo Rynaldini. Bandyta włoski - Pojmanie Rynaldiniego. Żywy obraz w 30 stu poruszeniach.)[21]
  - Lokaj za pana. Monodram w 1 akcie ze śpiewami oryginalnie przez A[leksandra] Ładnowskiego napisany[22][23]. i 7 września 1863[24].
  - Pan Propriator. Obrazek ludowy w 1-m akcie oryginalnie napisany przez Ludwika Niemojewskiego, muzykę ułożył Adam Tarnowski[25].
  - Janek z pod Ojcowa. Obrazek wiejski ze śpiewami w 1 akcie, do tekstu Jana Kantego Gregorowicza (wydania w serii Naród Sobie w Poznaniu 1862, 1903, 1912, 1929)[26].
  - Powrót Marynarza - komedyopera (Dwa śpiewy z niej opublikowane (zarówno nuty, jak tekst) w Warszawie przez Gebethnera[27])
  - Apetyt i zaloty – L’Omelette fantastique komedioopera F. A Duvertre i L. Boyer, tł. Chojecki, muz. A. Tarnowski; Teatr Rozmaitości – prapremiera 23 lipca 1843, premiera – 1 sierpnia 1886[28].
  - Icek zapieczętowany monodram w 1 akcie – śpiewy A. Ładnowski, muz A. Tarnowski, Teatr Rozmaitości – prapremiera 27 kwietnia 1851[29], Teatr Wielki – 8 sierpnia 1863[30].
  - Zachód słońca. Le Coucher du soleil, komedioopera w 1 akcie, Melesville i Le Roux, tł. Fr. Szymanowski, muz A. Tarnowski; Teatr Rozmaitości prapremiera 26 maja 1837, Teatr Wielki 24 lutego 1864[31].
  - Dwie szkatułki, komedia w 2 aktach, śpiewy M. Moszkowski i A. Niewiarowski, muzyka A. Tarnowski, Teatr Rozmaitości premiera 23 lutego 1845[32].
  - Kawaler de Pezenas komedioopera w 2 aktach, Laurencin, tł. K. Mikułowska, muzyka A. Tarnowski, Teatr Rozmaitości premiera 4 lipca 1852[33].
  - Niemy z Ingouville, komedioopera w 2 aktach, J.F.A. Bayard, Dubois d’Avesnes i H.M.D. Bouffé, tł. L. Sygietyński, muzyka A. Tarnowski, Teatr Rozmaitości premiera 16 maja 1860[34].
  - Pani Bertrand i panna Raton krotochwila w 1 akcie, Dumanoir i E. Lafargue, tł. M. Halpert, muzyka A. Tarnowski, Teatr Rozmaitości premiera 14 września 1851[35].
  - Powrót, czyli w Piętro wyżej, krotochwila w 1 akcie, L. Boyer i Varin, tł. Al. Gellert, muzyka Adam Tarnowski, Teatr Rozmaitości premiera 8 grudnia 1844[36].
  - Warszawiacy i hreczkosieje, komedioopera w 3 aktach, A. Wieniarski, muzyka A. Tarnowski, Teatr Rozmaitości premiera 26 kwietnia 1857[37].
  - Ludwik Napoleon Sosnowski (ps. Ludwik Solski) i Adam Tarnowski Dożynki. Obrazek wiejski w 1-ym akcie z tańcami i muzyką Adama Tarnowskiego muzyka z wodewilu, skomponowana przed rokiem 1890.
  - Wojtuś, parodia monodram Ambroise, przeróbka J.T.S. Jasiński, muzyka E. Dejazet i A. Tarnowski; Teatr Rozmaitości premiera 29 lutego 1852[38].